# Van Orly
Van Orly, artiestennaam van Saskia van Oerle (Saskia Lucia Bernardina van Oerle, 1958), is een Nederlandse zangeres.
Haar naam duikt voor het eerst op als coauteur van het nummer This Ain't A Life To Be Lived van Anita Meyer. Ze zong ook in het achtergrondkoor bij onder meer Meyer en Richenel.
Van Orly was zangeres van de Amsterdamse band Tambourine die tussen 1987 en 1992 twee albums uitbracht. Voor het debuutalbum ontving deze band een Zilveren Harp (hoge zangkwaliteit) en een Edison. Na het uiteenvallen van de band trok Van Oerle zich terug uit de spotlights. In 1997 zong ze wel mee op het album Lucky van Magic Frankie Damen met Tambourinemaatje Bart van Poppel, Thijs van Leer en Monique Klemann. In 2003 keerde ze eenmalig terug met het solo-album Somebody Hold Me, waarop invloeden uit de soul- en popmuziek gecombineerd worden. De single Calling Out van dit album bleef in de Tipparade steken, maar bereikte wel enkele malen de Radio 2 Top 2000.
In 2022 verscheen haar eerste boek Machtmerrie, waarin ze reflecteert op de samenleving. Hierna ging ze aan de slag als columniste bij De Andere Krant.

## Discografie

### Albums
- Somebody Hold Me, Dureco, 2003

### Singles
| Single met eventuele hitnotering(en) in de Nederlandse Top 40 | Datum van verschijnen | Datum van binnenkomst | Hoogste positie | Aantal weken | Opmerkingen |
| ------------------------------------------------------------- | --------------------- | --------------------- | --------------- | ------------ | ----------- |
| Calling Out                                                   |                       | 24-01-2004            | tip3            | -            |             |

### NPO Radio 2 Top 2000
| Nummer met noteringen in de NPO Radio 2 Top 2000 | '04 | '05  | '06  | '07 | '08  |
| ------------------------------------------------ | --- | ---- | ---- | --- | ---- |
| Calling Out                                      | 683 | 1300 | 1947 | -   | 1858 |

1. ↑  Een '-' betekent dat het nummer niet was genoteerd en een vetgedrukt getal geeft de hoogste notering aan.
2. ↑  2004 was het eerste jaar met een notering voor dit nummer.
3. ↑  Deze tabel is bijgewerkt tot en met de laatste editie (2024).

- MusicBrainz: 0803efd4-457f-4181-a844-256eaef7e3d9